# 이메르송 다 콘세이상
이메르송 다 콘세이상(Emerson da Conceição, 1986년 2월 23일, 상파울루 ~)는 브라질의 전 축구 선수로, 현역 시절 레프트 백으로 활약하였다.

## 축구 경력

### 릴 OSC
2007년 1월, 불과 20세의 나이로, 이메르송은 모국 브라질을 떠나 프랑스 리그 1의 릴 OSC로 이적하였다. 그는 첫 시즌에 단 2번만 출장하였다. 그의 데뷔전은 4월 8일 1-4 패배로 끝난 올랭피크 드 마르세유 원정경기었다.
이메르송은 3번째 시즌에 주전 자리를 꿰찼고, 2010-11 시즌에 리그 20경기를 소화하여, 릴의 57년만의 우승을 도왔다. 그는 쿠프 드 프랑스 우승도 도왔지만, 파리 생제르맹 FC와의 결승전에는 결장하였다.

### SL 벤피카
2011년 7월 말, 이메르송은 포르투갈 리그의 명문 SL 벤피카와 비공개 이적료에 이적을 합의하였다. 그의 벤피카 원년, 그는 FIFA 월드컵과 UEFA 유럽 축구 선수권 대회의 우승 경험이 있는 호안 카프데빌라를 제치고 주전 자리를 꿰찼다.

## 수상
릴 OSC
- 리그 1: 2010-11
- 쿠프 드 프랑스: 2010-11